# Tomasz Różycki (poeta)

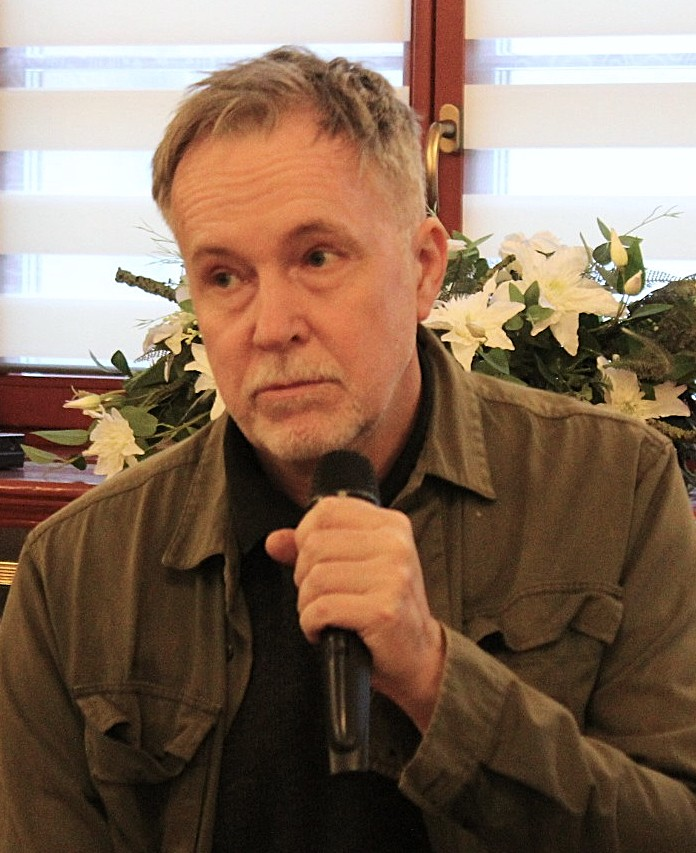
Tomasz Różycki

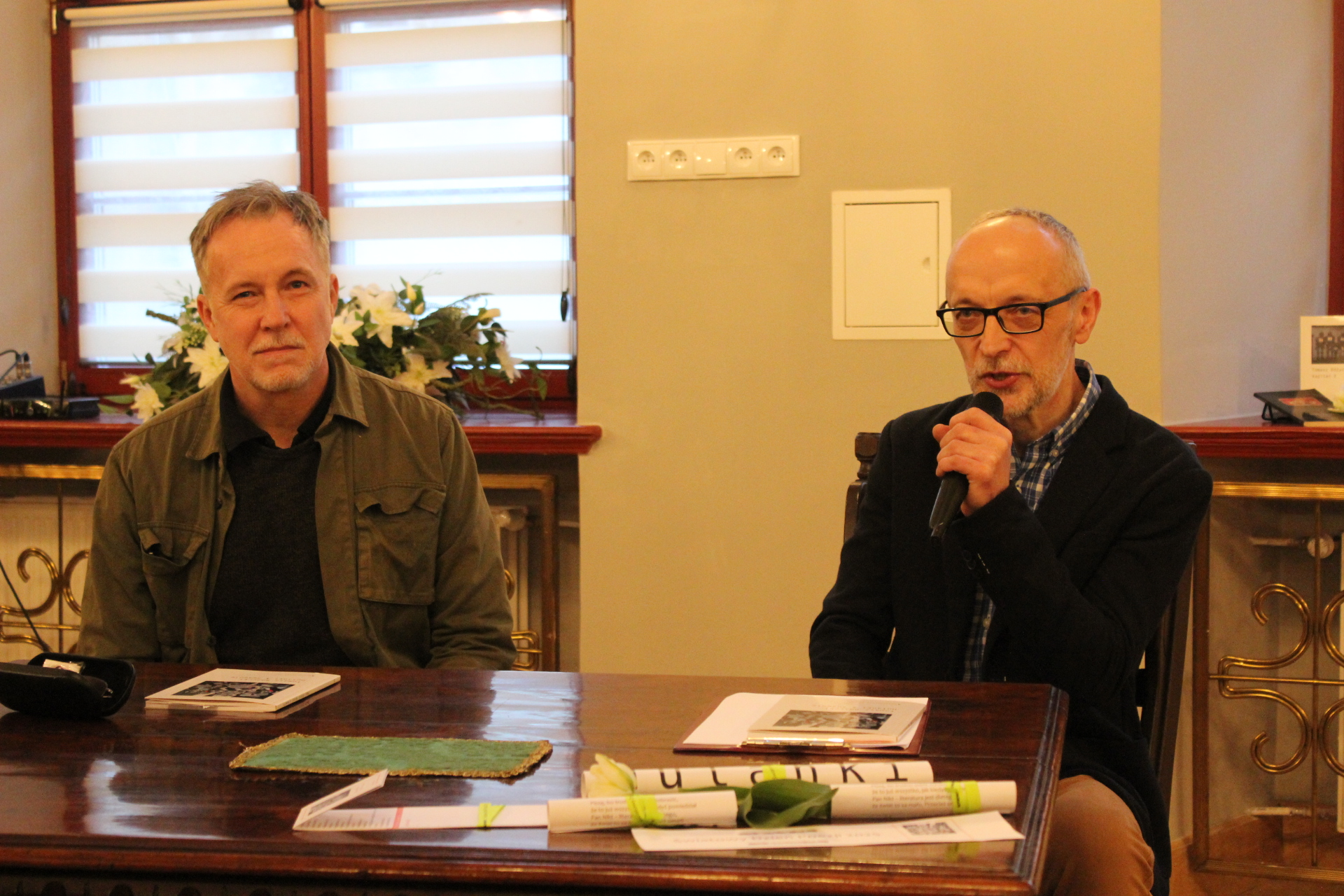
Tomasz Różycki i Mieczysław Kowalcze, Kłodzko, 20 marca 2025

Tomasz Różycki (ur. 29 maja 1970 w Opolu) – polski poeta, tłumacz, romanista, mieszka w Opolu.
Laureat Nagrody Kościelskich, którą otrzymał za poemat Dwanaście stacji (2004). Za poemat ten był również nominowany do Nagrody Literackiej Nike 2005. Publikował w licznych czasopismach w Polsce i za granicą. Jego wiersze tłumaczone były na wiele języków europejskich.
Fragment utworu Dwanaście stacji stał się tematem rozszerzonej matury z języka polskiego w roku 2007. Tom Kolonie znalazł się w finale Nagrody Literackiej Nike 2007 oraz był nominowany do Nagrody Literackiej Gdynia 2007. W 2010 roku został laureatem Nagrody „Kamień”, przyznawanej podczas Festiwalu „Miasto Poezji”. Tom Księga obrotów był nominowany do Nagrody Literackiej Nike w 2011 oraz do Nagrody Literackiej Gdynia 2011. W 2017 nominowany do Nagrody Poetyckiej im. Wisławy Szymborskiej za tom Litery. W 2021 za tom Kapitan X nominowany do Orfeusza – Nagrody Poetyckiej im. K.I. Gałczyńskiego oraz do Nagrody im. Wisławy Szymborskiej. Laureat Nagrody im. Wisławy Szymborskiej za tom Ręka pszczelarza w 2023. Poeta projektu Sfotografuj wiersz – Zwierszuj fotografię. W 2023 r. został laureatem Nagrody Miast Partnerskich Torunia i Getyngi im. Samuela Bogumiła Lindego (razem z Marcelem Beyerem). 20 grudnia 2023 powieść „Złodzieje żarówek” została uhonorowana nagrodą literacką Grand Continent 2023. W 2024 uhonorowany Nagrodą Literacką m.st. Warszawy. W 2025 nominowany do Orfeusza – Nagrody Poetyckiej im. K.I. Gałczyńskiego za tom Hulanki & swawole.
Jego najbardziej znany utwór Dwanaście stacji to poemat, który odwołuje się m.in. do Kartoteki Różewicza.

## Twórczość
- Vaterland (Stowarzyszenie Literackie im. K.K. Baczyńskiego, Łódź 1997)
- Anima (Zielona Sowa, Kraków 1999)
- Chata Umaita (Lampa i Iskra Boża, Warszawa 2001)
- Świat i antyświat (Lampa i Iskra Boża, Warszawa 2003)
- Wiersze (Lampa i Iskra Boża, Warszawa 2004; zawiera utwory z jego czterech poprzednich książek)
- Dwanaście stacji (Znak, Kraków 2004)
- Kolonie (Znak, Kraków 2006)
- Księga obrotów (Znak, Kraków 2010)
- Bestiarium (Znak, Kraków 2012)
- Tomi. Notatki z miejsca postoju (Zeszyty Literackie, Warszawa 2013)
- Litery (Wydawnictwo a5, Kraków 2016)
- Wiersze wybrane +CD ( Wydawnictwo a5, Kraków 2018)
- Kapitan X (Wydawnictwo a5, Kraków 2020)
- Ijasz (Wydawnictwo Literackie, Kraków 2021)
- Ręka pszczelarza (Znak, Kraków 2022)
- Złodzieje żarówek (Wydawnictwo Czarne, Wołowiec 2023)[15]
- Próba ognia. Błędna kartografia Europy (Wydawnictwo Austeria, Kraków 2020)
- Hulanki & Swawole (Wydawnictwo a5, Kraków 2024)